# Panožka (hmyz)

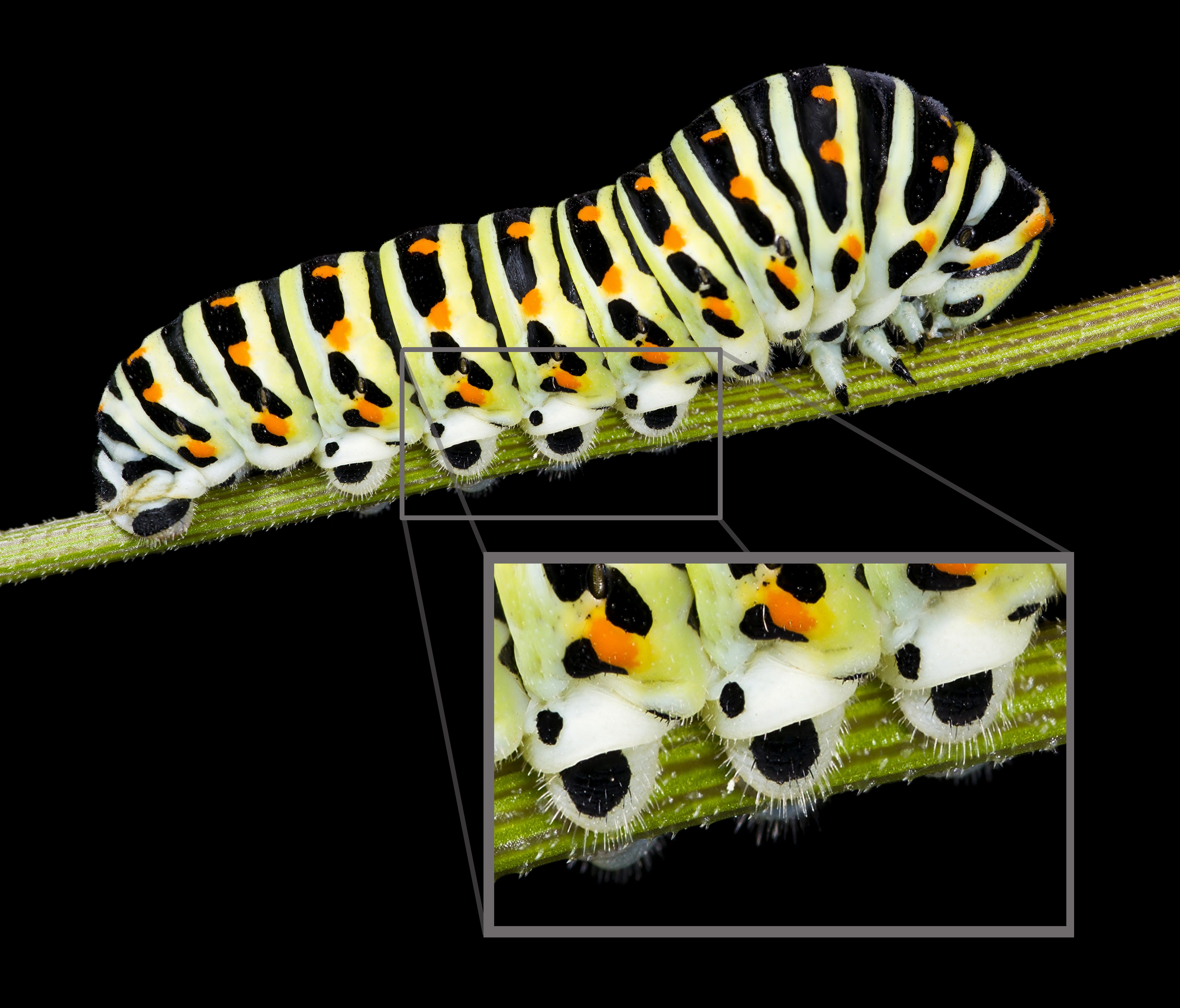
Panožky (housenka otakárka fenyklového)

Panožky jsou párové orgány na spodní straně těla larev (housenek a housenic) hmyzu připomínající pravé končetiny a mající stejný účel – slouží také k uchycení a pohybu. Na rozdíl od pravých nohou (na hrudních článcích) se panožky nacházejí na zadečkových článcích larev a nejsou článkované. Pár panožek na posledním zadečkovém článku má speciální název pošinky. Bývají nejsilnější a pro pohyb housenek také nejvýznamnější.
Panožky se vyskytují u několika řádů hmyzu:
- Motýli (Lepidoptera)

Housenky mají typicky 5 párů včetně pošinek (3.–6. zadečkový článek + poslední, 10. článek), ale počet u jednotlivých čeledí kolísá od 2 do 9 párů:
- píďalkovití (Geometridae) mohou mít pouze 1 pár na 6. článku a pošinky, naopak
- chrostíkovníkovití (Micropterigidae) – na každém zadečkovém článku, tedy 9 párů včetně pošinek

- Blanokřídlí (Hymenoptera)

Panožky se vyskytují u housenic podřádu širopasí (Symphyta) – typicky 8 párů na 2. až 8. zadečkovém článku + pošinky;
- panožky na 8. a někdy na 7. článku nejsou u některých čeledí vyvinuty
- někdy chybí pošinky, např. u pilatkovitých (Tenthredinidae)
- ploskohřbetkovití (Pamphiliidae) mají naopak pouze pošinky.

- Srpice (Mecoptera)

Larvy housenicovitého tvaru mají panožky na každém zadečkovém článku, tedy 9 párů včetně pošinek.
- Chrostíci (Trichoptera) mají v larválním stadiu pouze pošinky (na 1. zadečkovém článku sice mají výrůstky, ty však neslouží k uchycení na podkladu ani k pohybu, ale larvu přidržují ve schránce).